# Crunk Juice
Crunk Juice – szósty album amerykańskiego zespołu Lil Jon & the East Side Boyz. Został wydany 16 listopada 2004 roku.
Drugi singel promujący album, "Real Nigga Roll Call", ustalił rekord Guinnessa dotyczący liczby przekleństw w piosence: 295.

## Lista utworów
Opracowano na podstawie źródła.
| #  | Tytuł                                | Producent        | Gościnnie                               | Czas |
| -- | ------------------------------------ | ---------------- | --------------------------------------- | ---- |
| 1  | "Crunk Juice"                        | Lil Jon          |                                         | 0:56 |
| 2  | "Get Crunk"                          | Lil Jon, Lil Jay | Bo Hagon                                | 4:17 |
| 3  | "What U Gon' Do"                     | Lil Jon          | Lil Scrappy                             | 5:20 |
| 4  | "Real Nigga Roll Call"               | Lil Jon          | Ice Cube                                | 5:17 |
| 5  | "Bo Hagon's Phone Call (Skit)"       | Lil Jon          | Bo Hagon                                | 1:21 |
| 6  | "Da Blow"                            | Lil Jon          | Gangsta Boo                             | 5:59 |
| 7  | "Contract"                           | Lil Jon          | Trillville, Jazze Pha, Pimpin' Ken      | 5:53 |
| 8  | "E40 Choppin' (Skit)"                | Lil Jon          | E-40                                    | 0:41 |
| 9  | "White Meat"                         | Lil Jon          | 8Ball & MJG                             | 4:47 |
| 10 | "Stop Fuckin' Wit Me"                | Rick Rubin       |                                         | 5:58 |
| 11 | "Chris Rock Let's Be Friends (Skit)" | Lil Jon          | Chris Rock                              | 0:09 |
| 12 | "Lovers & Friends"                   | Lil Jon          | Usher, Ludacris                         | 4:20 |
| 13 | "One Night Stand"                    | Lil Jon          | Oobie                                   | 4:33 |
| 14 | "Aww Skeet Skeet"                    | DJ Flexx         | DJ Flexx                                | 4:45 |
| 15 | "Chris Rock In Da Club (Skit)"       | Lil Jon          | Chris Rock                              | 0:27 |
| 16 | "In Da Club"                         | Lil Jon          | R. Kelly, Ludacris                      | 4:30 |
| 17 | "Bitches Ain't Shit"                 | Lil Jon          | Nate Dogg, Suga Free, Snoop Dogg, Oobie | 4:36 |
| 18 | "Chris Rock Get Lower (Skit)"        | Lil Jon          | Chris Rock                              | 0:33 |
| 19 | "Stick That Thang Out (Skeezer)"     | The Neptunes     | Ying Yang Twins, Pharrell               | 3:55 |
| 20 | "Grand Finale"                       | Lil Jon          | Bun B, Jadakiss, Nas, T.I., Ice Cube    | 6:48 |

Bonus CD
| #  | Tytuł                               | Producent             | Gościnnie                       | Czas |
| -- | ----------------------------------- | --------------------- | ------------------------------- | ---- |
| 1  | "Vivica A. Fox"                     | Lil Jon               | Vivica A. Fox                   | 0:19 |
| 2  | "What You Gon' Do (Jamaica Remix)"  | Lil Jon               | Elephant Man, Lady Saw          | 5:48 |
| 3  | "What You Gon' Do (Latino Remix)"   | Lil Jon               | Pitbull, Daddy Yankee           | 5:09 |
| 4  | "Lean Back (Remix)"                 | Lil Jon, Scott Storch | Terror Squad, Mase, Eminem      | 4:14 |
| 5  | "Let's Go (Remix)"                  | Lil Jon               | Trick Daddy, Twista             | 3:24 |
| 6  | "Ménage Á Trois"                    | Lil Jon               | Bo Hagon                        | 2:49 |
| 7  | "Gasolina (DJ Buddha Remix)"        | DJ Buddha             | Daddy Yankee, Pitbull, N.O.R.E. | 4:44 |
| 8  | "Chris Rock Crunk Rock"             | Lil Jon               | Chris Rock                      | 0:24 |
| 9  | "Roll Call (Crunk Rock Remix)"      | Lil Jon               | Ice Cube                        | 5:10 |
| 10 | "Roll Call (Bad Brains Band Remix)" | Lil Jon, Bad Brains   | Ice Cube, Bad Brains            | 5:08 |